# Angkatan Belia Islam Malaysia

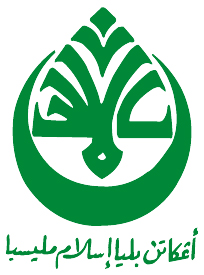
ABIM (Logo)

Angkatan Belia Islam Malaysia („Islamische Jugendbewegung von Malaysia“), abgekürzt ABIM, ist eine Daʿwa-Organisation in Malaysia. Sie organisiert Konferenzen, Seminare und Gespräche, gibt Bücher, Zeitschriften und Filme heraus und unterhält eigene Schulen.

## Geschichte
Die Organisation wurde 1971 im Zuge der islamischen Erneuerung auf dem Campus der Universität Malaya gegründet. Die führende Rolle bei der Gründung übernahm Anwar Ibrahim, ein Dozent für Malaiische Kultur. Er übte einen wahrhaft charismatischen Einfluss aus und wurde im Dezember 1974 für 22 Monate inhaftiert, da er eine Demonstration gegen die Armut der Landbevölkerung in Kedah angeführt hatte. Von 1972 bis 1988 gab ABIM das Monatsmagazin Risalah heraus.
Eine Zeit lang wurde ABIM als Jugendorganisation der malaiischen Oppositionspartei PAS (Parti Islam Se-Malaysia) angesehen. Sie verlor diese Stellung aber, nachdem Anwar Ibrahim kurz vor den allgemeinen Wahlen im April 1982 zum UMNO (United Malays National Organization) übergewechselt war. Von 1983 bis 1991 wurde die Organisation von Siddiq Fadil geführt.